# Damascén
Damascén je plemeno holuba domácího, řadící se mezi nejstarší holubí plemena vůbec. Je to menší holub polního typu, proporcemi a tělesnými tvary se podobá holubovi skalnímu, má však zkrácený zobák, a typické je také barvou opeření, které je namodrale sivé, s velkým množstvím pudru, doplněné černými letkami, dvěma pruhy příčně probíhající na křídlech a černým ocasem. V seznamu plemen EE se řadí do plemenné skupiny užitkových holubů a je zapsán pod číslem 0042. Damascén však bývá přiřazován také k bradavičnatým plemenům či do společnosti výstavních holubů, kterým se poněkud podobá.

## Charakteristika
Plemeno pochází z Orientu a může být až 3000 let staré. Zde a ve Spojených státech se chová pro své letové vlastnosti, v Evropě je damascén plemeno především okrasné, výstavní. Ve střední Evropě však není příliš rozšířený. Je to menší holub drobné, pěkně zaoblené postavy s výraznou a širokou hlavou, která je při pohledu zboku oválná, při pohledu shora hruškovitá. Oči jsou velké, živého výrazu, jasně červené barvy, s jemnými, dvojitými obočnicemi, které jsou šedočerné. Zobák je krátký, poměrně silný, smolově černý, s dosti vyvinutým, bíle ojíněným ozobím. Hrdlo je vyplněno zřetelným lalůčkem. Tento rys, který damascén sdílí s holuby racky, je typickým plemenným znakem damascéna. Krk je středně dlouhý a silný a přechází v ramenou široká záda a plnou a zaoblenou hruď. Hřbet je mírně skloněný směrem dozadu, ocas je poměrně krátký a nesený v linii hřbetu. Křídla jsou spíše kratší, ale silná a široká, dobře kryjí celý hřbet a jsou nesená na ocase. Nohy jsou široce nasazené, středně dlouhé, s neopeřenými běháky či prsty. Drápky jsou vždy černé.
Opeření těsně přiléhá k tělu, damascén nemá žádné pernaté ozdoby. Chová se v jediném barevném rázu, a to v sivém černopruhém. Faktor Ic, který způsobuje tento typ zbarvení, zesvětluje modrou barvu na téměř bílou, ale pigmentace letek a křídelních pruhů je zachována. Stejné zbarvení peří má i holub ledňák a český voláč sivý.
Damascén je dobrý letec, v minulosti sloužil také k přenášení zpráv. Je velmi krotký a plodný a při chovu snášenlivý i s jinými plemeny holubů.